# Olympische Sommerspiele 1908/Segeln
Bei den IV. Olympischen Sommerspielen 1908 fanden vier Wettbewerbe im Segeln statt. Austragungsorte waren für die drei kleineren Bootsklassen der Solent vor Ryde auf der Isle of Wight und für die größte Bootsklasse auf dem Firth of Clyde vor der Westküste Schottlands. Geplant war auch eine Regatta der 15-Meter-Bootsklasse, das jedoch wegen fehlender Anmeldungen gestrichen werden musste.
Zur Anwendung kam das Regelwerk der Yacht Racing Association, das jedoch ausdrücklich an jenes der im Jahr zuvor gegründeten International Sailing Federation angelehnt war. Jedes teilnehmende Land durfte zwei Boote entsenden, dabei spielte es keine Rolle, wo das Boot gebaut worden war.

## Bilanz

### Medaillenspiegel
| Platz | Land           | Gold | Silber | Bronze | Gesamt |
| ----- | -------------- | ---- | ------ | ------ | ------ |
| 01    | Großbritannien | 4    | 1      | 1      | 6      |
| 02    | Belgien        | —    | 1      | —      | 1      |
| 02    | Schweden       | —    | 1      | —      | 1      |
| 04    | Frankreich     | —    | —      | 1      | 1      |

### Medaillengewinner
| Disziplin       | Gold | Silber | Bronze                                                                                      |
| --------------- | --- | --- | ------------------------------------------------------------------------------------------- |
| 6-Meter-Klasse  | Großbritannien Charles Crichton, Gilbert Laws, Thomas McMeekin                                                                                                  | Belgien Léon Huybrechts, Louis Huybrechts, Henri Weewauters | Frankreich Henri Arthus, Louis Potheau, Pierre Rabot                                        |
| 7-Meter-Klasse  | Großbritannien Norman Bingley, Richard Dixon, Charles Rivett-Carnac, Frances Rivett-Carnac                                                                      | nicht vergeben | nicht vergeben                                                                              |
| 8-Meter-Klasse  | Großbritannien Charles Campbell, Blair Cochrane, John Rhodes, Henry Sutton, Arthur Wood                                                                         | Schweden Carl Hellström, Eric Sandberg, Edmund Thormählen, Erik Wallerius, Harald Wallin                                                                                                  | Großbritannien Alfred Hughes, Frederick Hughes, Philip Hunloke, George Ratsey, William Ward |
| 12-Meter-Klasse | Großbritannien John Aspin, John Buchanan, James Bunten, Arthur Downes, John Downes, David Dunlop, Thomas Glen-Coats, John Mackenzie, Albert Martin, Gerald Tait | Großbritannien John Adam, James Baxter, William Davidson, John Jellico, J. Graham Kenion, Thomas Littledale, Charles MacIver, Charles R. MacIver, Charles MacLeod-Robertson, James Spence | nicht vergeben                                                                              |

## 6-Meter-Klasse
| Platz | Land | Athleten                                                   |
| ----- | ---- | ---------------------------------------------------------- |
| 1     | GBR  | Dormy Charles Crichton, Gilbert Laws, Thomas McMeekin      |
| 2     | BEL  | Zut Léon Huybrechts, Louis Huybrechts, Henri Weewauters    |
| 3     | FRA  | Guyoni Henri Arthus, Louis Potheau, Pierre Rabot           |
| 4     | GBR  | Sibindi John Leuchars, Wilfrid Leuchars, Frank Smith       |
| 5     | SWE  | Freja Karl-Einar Sjögren, Birger Gustafsson, Jonas Jonsson |

Datum: 27. bis 29. Juli
Am Start waren fünf Boote aus vier Ländern.

## 7-Meter-Klasse
| Platz | Land | Athleten                                                                            |
| ----- | ---- | ----------------------------------------------------------------------------------- |
| 1     | GBR  | Heroine Norman Bingley, Richard Dixon, Charles Rivett-Carnac, Frances Rivett-Carnac |
| 2     | —    | nicht vergeben                                                                      |
| 3     | —    | nicht vergeben                                                                      |

Datum: 27. bis 29. Juli
Das britische Boot „Heroine“ war das einzige, das an diesem Wettbewerb teilnahm.

## 8-Meter-Klasse
| Platz | Land | Athleten                                                                              |
| ----- | ---- | ------------------------------------------------------------------------------------- |
| 1     | GBR  | Cobweb Charles Campbell, Blair Cochrane, John Rhodes, Henry Sutton, Arthur Wood       |
| 2     | SWE  | Vinga Carl Hellström, Eric Sandberg, Edmund Thormählen, Erik Wallerius, Harald Wallin |
| 3     | GBR  | Sorais Alfred Hughes, Frederick Hughes, Philip Hunloke, George Ratsey, William Ward   |
| 4     | NOR  | Fram Johan Anker, Eilert Falch-Lund, Einar Hvoslef, Magnus Konow, Hagbart Steffens    |
| 5     | SWE  | Saga John Carlsson, Edvin Hagberg, Karl Ljungberg, Hjalmar Lönnroth, August Olsson    |

Datum: 27. bis 29. Juli

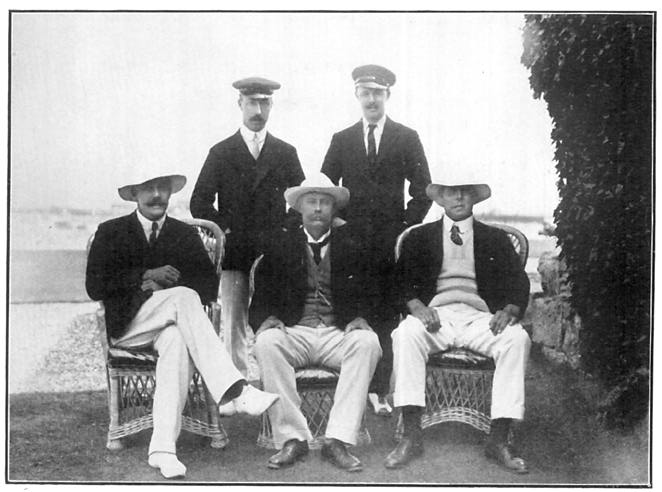
Die Crew der siegreichen Cobweb

Am Start waren fünf Boote aus drei Ländern.

## 12-Meter-Klasse
| Platz | Land | Athleten |
| ----- | ---- | --- |
| 1     | GBR  | Hera John Aspin, John Buchanan, James Bunten, Arthur Downes, John Downes, David Dunlop, Thomas Glen-Coats (Skipper), John Mackenzie, Albert Martin, Gerald Tait                                |
| 2     | GBR  | Mouchette John Adam, James Baxter, William Davidson, John Jellico, J. Graham Kenion, Thomas Littledale, Charles MacIver (Skipper), Charles R. MacIver, Charles MacLeod-Robertson, James Spence |
| 3     | —    | nicht vergeben |

Datum: 11. und 12. August

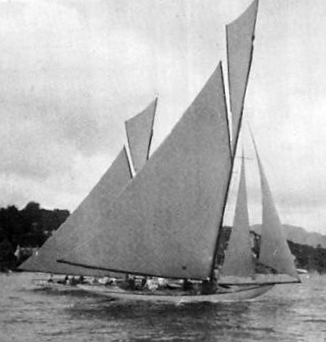
Hera und Mouchette während der olympischen Regatta 1908

An dieser Segelregatta nahmen nur zwei Boote teil, die „Hera“ aus Schottland und die „Mouchette“ aus England.